# Конев (Львовская область)
Конев (укр. Конів) — село в Добромильской городской общине Самборского района Львовской области Украины.
Население по переписи 2001 года составляло 543 человека. Занимает площадь 2,876 км². Почтовый индекс — 82024. Телефонный код — 3238.